# غلوبوكيي (كراسنودار كراي)
غلوبوكيي (بالروسية: Глубокий) هي مدينة في مقاطعة كراسنودار كراي في روسيا.